# Koło Rzeki (Korczyna)
Koło Rzeki – część wsi Korczyna w Polsce, położona w województwie małopolskim, w powiecie gorlickim, w gminie Biecz. Wchodzi w skład sołectwa Korczyna.
W latach 1975–1998 Koło Rzeki administracyjnie należało do województwa krośnieńskiego.